# Casa Barão de Melgaço (Cuiabá)
A Casa Barão de Melgaço é um imóvel em Cuiabá, Mato Grosso. Foi construída nos anos de 1775-1777 segundo mapas da época, embora haja fontes que atestem sua inauguração em 1802, quando Augusto João Manoel Leverger, Barão de Melgaço, assumiu a propriedade e fez dela sua residência até sua morte, em 1880.  Ao final do século XIX, com a navegação fluvial foram trazidos aperfeiçoamentos realizados por construtores europeus, foi realizada uma mudança na fachada das antigas casas coloniais, incluindo a Casa Barão de Melgaço, como a retirada dos beirais, trocados pela platibanda, foram distribuídas pilastras com caneluras, portas e janelas foram destacadas por molduras. 
A herdeira do Barão acabou doando a propriedade para sua sobrinha que a teve desapropriada pelo Estado em 1926. Já em 1931, o Estado de Mato Grosso doa o bem para a sede do Instituto Histórico e Geográfico e a Academia Mato-grossense de Letras.
O imóvel está construído no estilo colonial, construída com o requinte que condiz ao período, paredes revestidas de cal e areia, pisos de cerâmica, construído na antiga rua do Campo, hoje Barão de Melgaço. Sua marca principal é a fachada e os altos relevos no entorno de seus janelões de madeira, as paredes mais finas construídas em adobe e o telhado em estilo colonial da época, sendo um considerado um registro importante das moradias da alta sociedade brasileira do período. Além disso, o edifício abriga registros históricos e literários de grande valor para a memória histórica e cultural de Cuiabá. Em 8 de junho de 1998 o prédio foi tombado como patrimônio do Estado do Mato Grosso, sendo reformado em 2006 ao custo de 800 mil reais.
Nesse sentido a Casa Barão de Melgaço se tornou e é até hoje um atrativo cultural de grande marco, podendo ser utilizado também para potencializar a atividade turística do estado, não só pela sua arquitetura colonial e todo marco histórico proveniente ainda se tem toda riqueza cultural mediante a referência que existe da construção, seu papel como museu, biblioteca e casa de memória a história do Centro Histórico de Cuiabá.